# Wally Battiste
Walter Battiste (sinh ra ở Worksop, 11 tháng 6 năm 1892, mất tại Windermere, 25 tháng 12 năm 1965) là một cầu thủ bóng đá người Anh từng thi đấu chuyên nghiệp cho Grimsby Town, Millwall và đáng chú ý nhất là cho Gillingham, khi ông có hơn 150 lần ra sân tại Football League.